# Sam Neua Airport
Sam Neua Airport är en flygplats i Laos.   Den ligger i provinsen Hua Phan, i den norra delen av landet, 300 km nordost om huvudstaden Vientiane. Sam Neua Airport ligger 967 meter över havet.
Terrängen runt Sam Neua Airport är huvudsakligen lite kuperad. Sam Neua Airport ligger nere i en dal. Runt Sam Neua Airport är det ganska glesbefolkat, med 24 invånare per kvadratkilometer. Närmaste större samhälle är Xam Nua, 2,0 km väster om Sam Neua Airport. I omgivningarna runt Sam Neua Airport växer i huvudsak städsegrön lövskog.